# Absolventský institut mezinárodních a rozvojových studií
Absolventský institut mezinárodních a rozvojových studií neboli Geneva Graduate Institute (francouzsky: Institut de hautes études internationales et du développement), zkráceně IHEID, je postgraduální škola. Nachází se v Ženevě ve Švýcarsku.